# زرنج
مدينة زرنج هي مدينة في أفغانستان وهي عاصمة ولاية نيمروز جنوب غربي أفغانستان بالقرب من حدود إيران.

## السكان
بحسب تقدير لوزارة إعادة التأهيل والتنمية الريفية (MRRD) مع المفوضية السامية للأمم المتحدة لشؤون اللاجئين والمكتب المركزي للإحصاء في أفغانستان، كان عدد سكان زارانج حوالي 49851 نسمة في عام 2004. المجموعات العرقية هي كما يلي: البلوش 44٪، البشتون 34٪ و الطاجيك 22٪.

## المناخ
يظهر الجدول التالي التغييرات المناخية على مدار السنة لزرنج:
| البيانات المناخية لـزرنج          | البيانات المناخية لـزرنج | البيانات المناخية لـزرنج | البيانات المناخية لـزرنج | البيانات المناخية لـزرنج | البيانات المناخية لـزرنج | البيانات المناخية لـزرنج | البيانات المناخية لـزرنج | البيانات المناخية لـزرنج | البيانات المناخية لـزرنج | البيانات المناخية لـزرنج | البيانات المناخية لـزرنج | البيانات المناخية لـزرنج | البيانات المناخية لـزرنج |
| الشهر                             | يناير                    | فبراير                   | مارس                     | أبريل                    | مايو                     | يونيو                    | يوليو                    | أغسطس                    | سبتمبر                   | أكتوبر                   | نوفمبر                   | ديسمبر                   | المعدل السنوي            |
| --------------------------------- | ------------------------ | ------------------------ | ------------------------ | ------------------------ | ------------------------ | ------------------------ | ------------------------ | ------------------------ | ------------------------ | ------------------------ | ------------------------ | ------------------------ | ------------------------ |
| الدرجة القصوى °م (°ف)             | 24.1 (75.4)              | 30.6 (87.1)              | 37.0 (98.6)              | 45.0 (113.0)             | 51.0 (123.8)             | 49.7 (121.5)             | 49.3 (120.7)             | 50.0 (122.0)             | 49.7 (121.5)             | 42.0 (107.6)             | 36.0 (96.8)              | 27.8 (82.0)              | 51.0 (123.8)             |
| متوسط درجة الحرارة الكبرى °م (°ف) | 14.3 (57.7)              | 18.7 (65.7)              | 25.0 (77.0)              | 32.6 (90.7)              | 37.3 (99.1)              | 42.8 (109.0)             | 42.5 (108.5)             | 41.3 (106.3)             | 37.0 (98.6)              | 31.2 (88.2)              | 23.1 (73.6)              | 17.7 (63.9)              | 30.3 (86.5)              |
| المتوسط اليومي °م (°ف)            | 6.5 (43.7)               | 10.0 (50.0)              | 15.7 (60.3)              | 23.3 (73.9)              | 29.1 (84.4)              | 33.4 (92.1)              | 35.0 (95.0)              | 32.3 (90.1)              | 27.2 (81.0)              | 21.9 (71.4)              | 13.1 (55.6)              | 8.7 (47.7)               | 21.3 (70.4)              |
| متوسط درجة الحرارة الصغرى °م (°ف) | 0.1 (32.2)               | 2.9 (37.2)               | 7.7 (45.9)               | 14.7 (58.5)              | 20.0 (68.0)              | 25.2 (77.4)              | 27.3 (81.1)              | 24.9 (76.8)              | 18.5 (65.3)              | 12.3 (54.1)              | 4.8 (40.6)               | 0.7 (33.3)               | 13.3 (55.9)              |
| أدنى درجة حرارة °م (°ف)           | −13.2 (8.2)              | −8.2 (17.2)              | −5.2 (22.6)              | 1.0 (33.8)               | 5.0 (41.0)               | 16.0 (60.8)              | 18.4 (65.1)              | 13.2 (55.8)              | 3.9 (39.0)               | −2.7 (27.1)              | −7.1 (19.2)              | −8.8 (16.2)              | −13.2 (8.2)              |
| الهطول مم (إنش)                   | 19.7 (0.78)              | 9.9 (0.39)               | 11.2 (0.44)              | 2.4 (0.09)               | 0.6 (0.02)               | 0.0 (0.0)                | 0.0 (0.0)                | 0.0 (0.0)                | 0.0 (0.0)                | 1.2 (0.05)               | 1.4 (0.06)               | 5.1 (0.20)               | 51.5 (2.03)              |
| متوسط الأيام الممطرة              | 3                        | 2                        | 2                        | 2                        | 0                        | 0                        | 0                        | 0                        | 0                        | 0                        | 1                        | 1                        | 11                       |
| متوسط الرطوبة النسبية (%)         | 55                       | 50                       | 44                       | 40                       | 35                       | 29                       | 28                       | 29                       | 33                       | 41                       | 49                       | 54                       | 41                       |
| المصدر: NOAA (1969-1983)          |                          |                          |                          |                          |                          |                          |                          |                          |                          |                          |                          |                          |                          |